# Sainte-Maure-de-Peyriac
Sainte-Maure-de-Peyriac è un comune francese di 347 abitanti situato nel dipartimento del Lot e Garonna nella regione della Nuova Aquitania.

## Società

### Evoluzione demografica
Abitanti censiti